# Clytocerus orientalis
Clytocerus orientalis är en tvåvingeart som beskrevs av Wagner 1994. Clytocerus orientalis ingår i släktet Clytocerus och familjen fjärilsmyggor. Inga underarter finns listade i Catalogue of Life.